# Ernest Heber Thompson
Ernest Heber Thompson (1891-1971) est un peintre, graveur et professeur d'art de Nouvelle-Zélande, connu pour avoir servi en tant qu'artiste de guerre aussi bien pendant la Première Guerre mondiale que pendant la Seconde Guerre mondiale.

## Biographie
Thompson nait à Dunedin en Nouvelle-Zélande. Il suit les cours de l’école des Beaux-arts de Dunedin, et en particulier l'enseignement d'Alfred Henry O'Keeffe. Thompson travaille comme dessinateur de presse pour un journal régional, l'Otago Daily Times et comme artiste commercial. Il rejoint l'armée de Nouvelle-Zélande en tant qu'engagé volontaire et sert en France pendant la Première Guerre Mondiale comme sergent dans la 3e Brigade de Fusiliers de Nouvelle-Zélande. Pendant qu'il sert en France, Thompson réalise plusieurs dessins de presse publiés dans le magazine de l'armée Chroniques des forces expéditionnaires de Nouvelle-Zélande et dans une publication de Noël, la Nouvelle-Zélande sur le front. Le 7 juin 1917, Thompson est gravement blessé lors de la Bataille de Messines. On l'envoie en Angleterre pour son rétablissement. Au cours de sa convalescence, Thompson fait des croquis du personnel médical qui le soigne, croquis publiés dans la collection Régime léger, vendue comme soutien au travail des artistes de guerre Néo-Zélandais.
Après la Guerre, une bourse d'études de l'armée permet à Herber Thompson de suivre les cours de l’École des beaux-arts de Slade (Slade School of Fine Art) à partir de 1919. Il étudie également la gravure auprès de Frank Court au Royal College of Art où il remporte un prix pour son travail. Herber Thompson a également suivi l'enseignement de l’École Centrale des Arts et de l'Artisanat de Londres (Central School of Arts and Crafts) et il est finaliste du Prix de Rome 1923. Herber Thompson travaille comme enseignant de l’École Centrale des Arts et de l'Artisanat de 1941 à 1966. Il enseigne également à temps partiel dans d'autres écoles d'art, dont la Hornsey École d'Art ainsi qu'à Highgate, Willesden et Harrow. Herber Thompson est de plus employé par la Galerie Nationale d'Art de Nouvelle-Zélande comme son représentant londonien, et, pendant de nombreuses années, il conseille le musée pour ses acquisitions d’œuvres d'art.
Au cours de la Seconde Guerre mondiale, Herber Thompson sert à Londres comme coordonnateur d'urgence en cas de raid aérien au cours du Blitz. En octobre 1941, le Comité consultatif des artistes de guerre commande à Thompson trois portraits d'employés de la police et de la protection civile pour la somme de 10 guinées chacun. Herber Thompson en produit un quatrième qu'il offre au Comité.
Pendant de nombreuses années Thompson vit à Long Credon, dans le Buckinghamshire, où il meurt en 1971.